# Dolegna del Collio
Dolegna del Collio é uma comuna italiana da região do Friuli-Venezia Giulia, província de Gorizia, com cerca de 435 habitantes. Estende-se por uma área de 12 km², tendo uma densidade populacional de 36 hab/km². Faz fronteira com Cormons, Corno di Rosazzo (UD), Prepotto (UD).

## Demografia
| Variação demográfica do município entre 1861 e 2011                               |
|                                                                                   |
| Fonte: Istituto Nazionale di Statistica (ISTAT) - Elaboração gráfica da Wikipedia |